# Cryptophyceae
A Cryptophyceae algaosztály, tagjai többsége kloroplasztiszt tartalmaz. Közel 230 fajuk ismert, gyakoriak édesvízben, de tengerben és brakkban is jelen vannak. 10–50 µm-esek és lapítottak elülső bemélyedéssel. Ennek szélén 2 kissé eltérő ostor van.
Egyes tagjai mixotrófok.

## Jellemzők

Sejtszerkezet: 1. kontraktilis vakuólum, 2. plasztisz, 3. tilakoid, 4. szemfolt, 5. nukleomorf, 6. keményítőszemcse, 7. 70S riboszóma, 8. sejtmag, 9. 80S riboszóma, 10. ostorok, 11. bemélyedés, 12. lipidgömbök, 13. ejektoszómák, 14. mitokondrium, 15. pirenoid, 16. Golgi-készülék, 17. endoplazmatikus retikulum, 18. kloroplasztisz-endoplazmatikusretikulum.

A Cryptophyceae jellemzői az ejektoszómák, speciális extruszómák, melyek 2 kapcsolódó feszültség alatt tartott spirális szalagból állnak. A sejtek mechanikai, kémiai vagy fénystressz általi irritációja esetén ezek a sejtet cikkcakkban mozgatják el a zavaró tényezőtől. A fénymikroszkóppal látható nagy ejektoszómák a bemélyedéssel asszociáltak, a kisebbek a Cryptophyceaere jellemző periplasztisznál vannak.
A leukoplasztiszokkal rendelkező Chilomonas kivételével 1 vagy 2 kloroplasztisszal rendelkeznek, bennük klorofill a-val és c-vel, fikobiliproteinekkel és más pigmentekkel, különböző színben (barnától, vöröstől kékeszöldig). Ezek körül 4 membrán van, a középső kettő közt redukált sejtmaggal, nukleomorffal. Ez alapján a plasztisz eukarióta szimbiontából származik, mely genetikai tanulmányok alapján vörösmoszat lehetett. Azonban a plasztiszok a vörösmoszatplasztiszoktól eltérnek: csak a tilakoidlumenben vannak fikobiliproteinek, és ezek csak fikoeritrinként vagy fikocianinként vannak jelen. A Rhodomonas esetén ennek kristályszerkezete 1,63 Å felbontásig ismert, és az α-alegysége nem rokon más fikobiliproteinnel.
Egyes tagjai, például a Cryptomonas palmelloid állapotot alkothat, de a környező nyálkából kilépve szabadon élő ostorossá válhat. Egyes fajok álló mikrobacisztákat – rideg sejtfalú nyugalmi helyzetű szakaszokat – alkothatnak a kedvezőtlen körülmények túléléséhez. A Cryptophyta-ostorok egymással párhuzamosan erednek, és az endoplazmatikus retikulumban kialakuló, majd a sejtfelszínre kerülő kétrészes masztigonémák borítják. Kis pikkelyek is lehetnek az ostoron és a sejttesten. A mitokondriumok cristái laposak, a mitózis nyitott, és ivaros szaporodásuk is ismert.
A csoport számos fényelnyelő pigmenttel, fikobilinnel rendelkezik, melyek képesek más növényeknek vagy algáknak elnyelhetetlen hullámhosszok elnyelésére, lehetővé téve számos különböző ökológiai niche-ben az életben maradást. Egy ebből eredő képesség a vörösmoszatok az endoszimbiózis során szétvált fikobiliszómájának két fennmaradó részéből származik.
Bár általában ivartalannak tekintik, ivaros szaporodás is ismert bennük, haploid és diploid formák is ismertek. A korábban két fajnak tekintett Teleaulax amphioxeia és Plagioselmis prolonga valójában ugyanaz a faj: a T. amphioxeia a diploid, a P. prolonga a haploid forma. A diploid több tápanyag jelenlétében gyakoribb. Két haploid sejt gyakran egyesül diploid sejtté, átrendezve génjeiket.
2021-ben Hamilton et al. az antarktiszi protisztaközösségek időbeli és térbeli változásait a VII. Telealax/Plagioselmis/Geminigera (TPG)-kláddal mutatták ki, és ennek 9 tagjáról teljes támogatottságukat mutatták ki.

## Besorolás

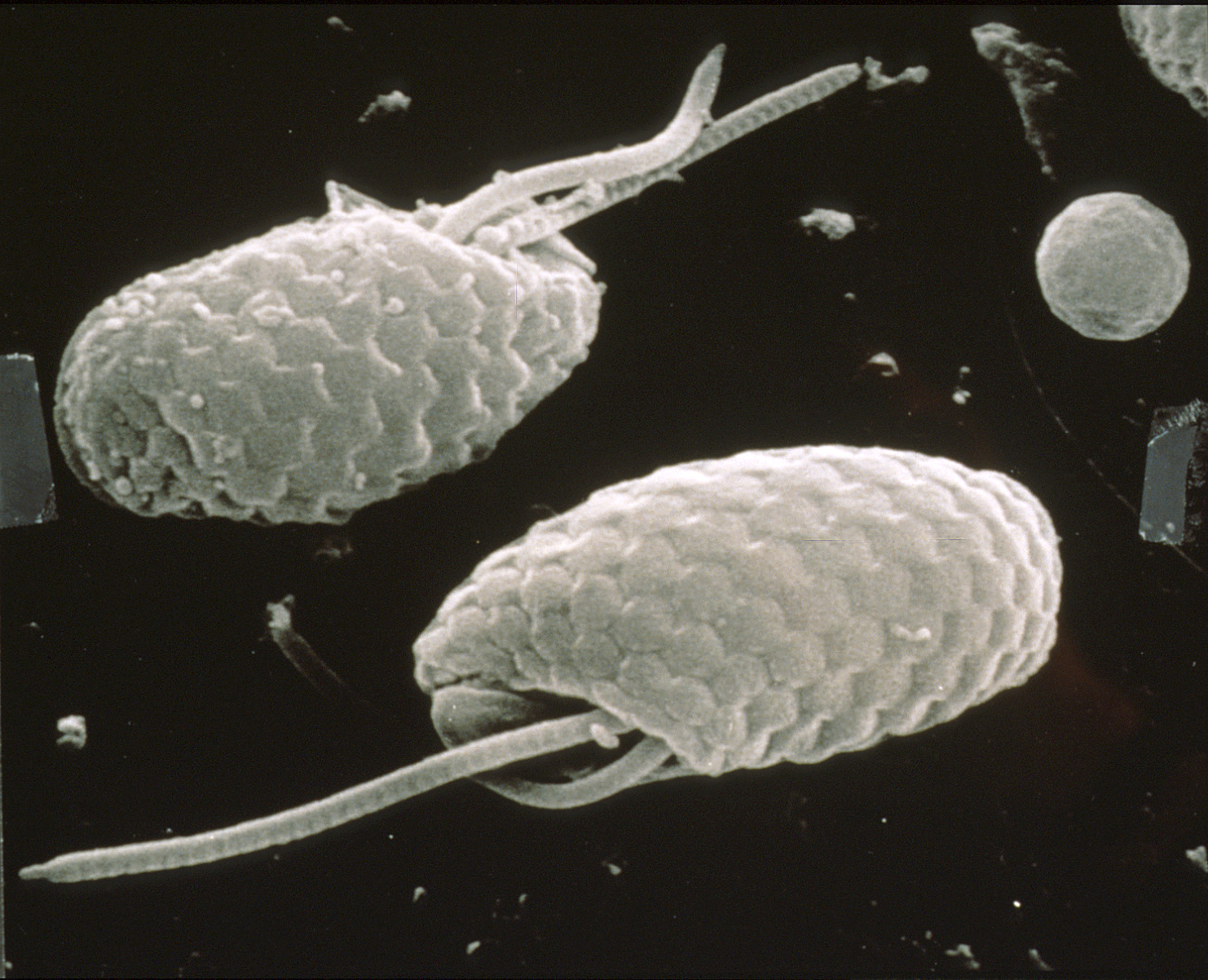
Cryptophyceae-faj pásztázó elektronmikroszkóp alatt

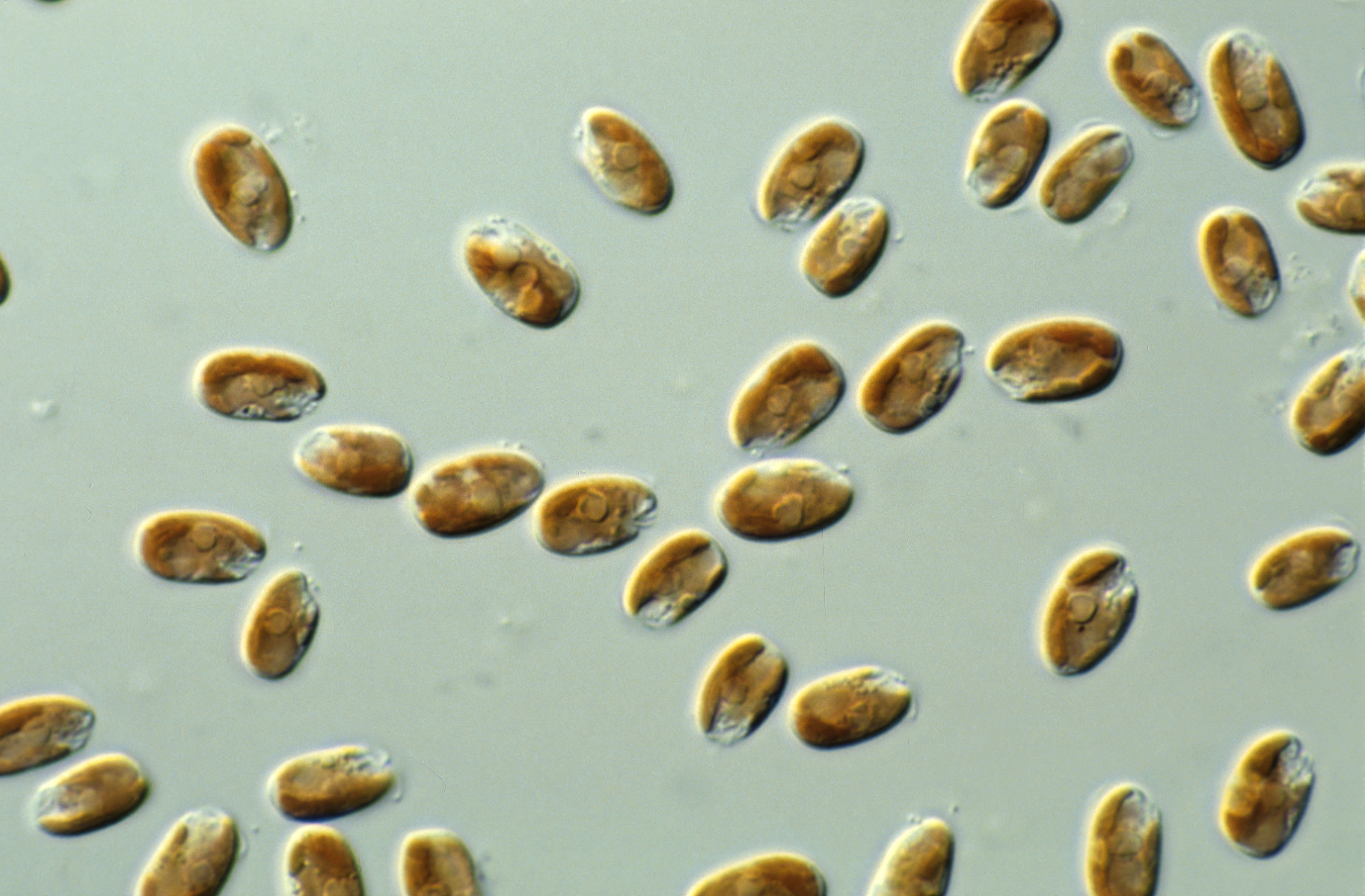
Cryptophyceae-tagok fénymikroszkóp alatt

A Cryptophyceaet először feltehetően Christian Gottfried Ehrenberg említette 1831-ben az Infusoria tanulmányozásakor. A botanikusok ezután önálló algacsoportként kezelték (Cryptophyceae osztály vagy Cryptophyta törzs), míg a zoológusok a Cryptomonadina ostorosprotozoon-rendként. Egyes besorolásokban a Cryptomonada a páncélos ostorosok (Dinoflagellata) testvértaxonjaként szerepeltek látszólag hasonló pigmentjeik miatt a Pyrrhophyta csoportban. Számos bizonyíték arra utalt, hogy a Cryptophyceae kloroplasztiszai a sárgásmoszatokéihoz és a Haptophytáéihoz hasonlók voltak, így ezeket a Chromista csoportba egyesítették. Azonban az egyes élőlények plasztiszaikat függetlenül szerezték, a rokonságukra utaló bizonyítékok nem erősek. Jelenleg a Diaphoretickesbe sorolják és egyes besorolások szerint a Haptophytával együtt alkotják a Hacrobiát. Parfrey et al. és Burki et al. a Cryptophyceaet a zöldmoszatok testvérkládjaként helyezte el.
Egy feltételezett csoportosítás a következő: (1) Cryptomonas, (2) Chroomonas/Komma és Hemiselmis, (3) Rhodomonas/Rhinomonas/Storeatula, (4) Guillardia/Hanusia, (5) Geminigera/Plagioselmis/Teleaulax, (6) Proteomonas sulcata, (7) Falcomonas daucoides.
- Classis Cryptophyceae Fritsch 1937 [Cryptomonadea Stein 1878 emend. Schoenichen 1925]
  - Genus Wysotzkia Lemmermann 1899
  - Genus Urgorri Laza-Martinez 2012
  - Ordo Tetragonidiales Kristiansen 1992
    - Familia Tetragonidiaceae Bourelly ex Silva1980
      - Genus Bjornbergiella Bicudo 1966
      - Genus Tetragonidium Pascher 1914

  - Ordo Pyrenomonadales Novarino et Lucas 1993
    - Familia Baffinellaceae Daugbjerg et Norlin 2018[18]
      - Genus Baffinella Norlin et Daugbjerg 2018

    - Familia Chroomonadaceae Clay, Cugrens et Lee 1999
      - Genus ?Smithimastix Skvortzov 1969 [Smithiella Skvortzov 1968 nom. illeg.]
      - Genus Chroomonas Hansgirg 1885
      - Genus Falcomonas Hill 1991
      - Genus Hemiselmis Parke 1949
      - Genus Komma Hill 1991
      - Genus Nodeana Skvortzov 1968
      - Genus Planonephros Christensen 1978
      - Genus Protochrysis Pascher 1911

    - Familia Geminigeraceae Clay, Cugrens et Lee 1999
      - Genus Geminigera Hill 1991
      - Genus Guillardia Hill et Wetherbee 1990
      - Genus Phia Özdikmen 2009 [Hanusia Deane et al. 1998 non Cripps 1989]
      - Genus Plagioselmis Butcher 1967 ex Novarino, Lucas et Morrall 1994
      - Genus Teleaulax Hill 1991

    - Familia Pyrenomonadaceae Novarino et Lucas 1993
      - Genus Proteomonas Hill et Wetherbee 1986
      - Genus Rhinomonas Hill et Wetherbee 1988
      - Genus Rhodomonas Karsten 1898 [Pyrenomonas Santore 1984]
      - Genus Storeatula Hill 1991

  - Ordo Cryptomonadales Pascher 1913
    - Familia ?Butschliellaceae Skvortzov 1968
      - Genus Butschliella Skvortzov 1968
      - Genus Skvortzoviella Bourelly 1970

    - Familia ?Cyathomonadaceae Pringsheim 1944
      - Genus Cyathomonas de Fromentel 1874

    - Familia ?Hilleaceae Pascher 1967
      - Genus Calkinsiella Skvortzov 1969
      - Genus Hillea Schiller 1925

    - Familia ?Pleuromastigaceae Bourrelly ex Silva 1980
      - Genus ?Opisthostigma Scherfffel 1911
      - Genus Pleuromastix Scherffel 1912 non Namyslowski 1913
      - Genus Xanthodiscus Schewiakoff 1892

    - Familia Cryptomonadaceae Ehrenberg 1831 [Campylomonadaceae Clay, Kugrens et Lee 1999; Cryptochrysidaceae Pascher 1931]
      - Genus ?Chilomonas Ehrenberg 1831
      - Genus ?Protocryptochrysis Skvortzov 1969
      - Genus Cryptella Pascher 1929
      - Genus Cryptochloris Schiller 1925
      - Genus Cryptochrysis Pascher 1911
      - Genus Cryptomonas Ehrenberg 1832 [Campylomonas Hill 1991]
      - Genus Cyanomastix Lackey 1936
      - Genus Isoselmis Butcher 1967
      - Genus Kisselevia Skvortzov 1969
      - Genus Meyeriella Skvortzov 1968
      - Genus Olivamonas Skvortzov 1969
      - Genus Protocryptomonas Skvortzov 1969 ex Bicudo 1989

## Fordítás
Ez a szócikk részben vagy egészben  a   Cryptophyceae című angol Wikipédia-szócikk ezen változatának fordításán alapul.  Az eredeti cikk szerkesztőit annak laptörténete sorolja fel. Ez a jelzés csupán a megfogalmazás eredetét és a szerzői jogokat jelzi, nem szolgál a cikkben szereplő információk forrásmegjelöléseként.